# Nicolás Ollo
Nicolás Ollo y Vidaurreta (Ibero, Navarra, 6 de diciembre de 1816- San Salvador del Valle, Vizcaya, 29 de marzo de 1874) fue un militar español. 

## Biografía
Era hijo de Juan Miguel Ollo y de Ángela Josefa de Bidaurreta. A los dieciocho años ingresó como voluntario en el ejército carlista, entrando inmediatamente en campaña. Asistió hasta la fecha en que se celebró el convenio de Vergara a 40 acciones de la primera guerra carlista, siendo herido dos veces, una de ellas de gravedad.
Después del cese de las hostilidades, ingresó en el ejército del Gobierno con el mismo grado que tenía en el carlista, o sea el de subteniente. En 1841 tomó parte en la sublevación de O'Donnell y hubo de refugiarse en Francia, de donde no volvió hasta 1843. Al año siguiente ascendió por antigüedad a teniente y en 1856 era ya comandante.
Hizo luego la campaña de África, y por su comportamiento obtuvo la cruz de San Fernando y el ascenso a teniente coronel, pero, descontento por no creerse suficientemente recompensado, pidió su retiro al terminar la campaña, después de haber sido tan leal y tan valeroso en el ejército isabelino, como antes lo habla sido en el carlista.
Pasó mucho tiempo alejado de la política, pero en 1868 el general carlista Joaquín Elío le encargó la organización de las fuerzas de un distrito de Navarra, y poco después el general Díaz de Rada le dio el mando del batallón de la segunda merindad de Pamplona al estallar la tercera guerra carlista. A consecuencia del desastre de Oroquieta y del convenio de Amorebieta el 24 de mayo de 1872, se trasladó a Francia.
En diciembre de 1872 Don Carlos le ordenó volver a España para reanudar la guerra. Con el grado de general de brigada y el empleo de comandante general de Navarra, cruzó la frontera sólo 27 hombres mal armados y abrigados y sin apenas raciones, perseguidos por tres y hasta cinco columnas enemigas, a pesar de lo cual logró mantenerse. Al año siguiente su rey le felicitaría con estas palabras:

Diste cumplimiento a mis mandatos atravesando la frontera de Francia y desplegando en España la bandera nacional sin más armas ni más municiones que vuestra fe, vuestro arrojo y vuestra obediencia.

Unido al general Argouz y al coronel Pérula, consiguió reclutar más gente en Navarra y más tarde se le unió Antonio Lizárraga, contando entre los dos con unos 10 000 hombres. Operó luego en la provincia de Guipúzcoa, pero, reducido a sus propios recursos, se vio obligado a regresar a Navarra donde contaba desenvolverse mejor, viéndose sumamente comprometido en la carretera de Lecumberri, que desde una altura dominaba una columna liberal, pero, gracias a su habilidad y sangre fría, salvó el peligro y llegó sin novedad a Navarra.
No consiguió, sin embargo, su propósito de organizar un verdadero ejército, pero, así y todo, operó eficaz mente en aquella provincia, apoderándose de los fuertes de Puente la Reina, San Adrián, Lumbier y Sangüesa. Sostuvo por aquel tiempo los combates de Salinas, Galbarra, Miravalles, Villaro, Velabieta y otros, y contribuyó eficazmente a las victorias carlistas de Monreal, Eraul, Udave, Dicastillo, Mañeru y Montejurra.
Llamado en 1874 contra su voluntad a tomar parte en el sitio de Bilbao, se inmortalizó en la memorable línea de Somorrostro, defendiéndola contra multiplicadas fuerzas por medio de trincheras de su invención con sólo 18 batallones y ocho cañones. Allí se mostró digno discípulo y émulo de Zumalacárregui después de haberle igualado en la organización del ejército.
En los días 24 y 25 de febrero de 1874 derrotó a los 27 batallones del general republicano Moriones, a pesar del fuego mortífero de la escuadra y de seis baterías de campaña. Aquella derrota causó sensación tan profunda en España y en el extranjero, que hubo de acudir contra Ollo el presidente del poder ejecutivo, general Serrano, y el ministro de Marina, Topete, con poderosos elementos de combate, formando un total de 40 000 hombres y 60 piezas de artillería, cuyos fuegos se unieron a los 23 cañones de los barcos de guerra.
Entablada batalla en San Pedro Abanto, fueron también derrotados por Ollo. Aquella sangrienta batalla costó a los republicanos más de 1200 bajas, entre ellas las de los generales Topete, Primo de Rivera, Loma, Torrero y Cortijo, que resultaron heridos, y los coroneles Quintana, Trillo y Rodríguez, muertos.
A los dos días de la victoria, por la cual fue agraciado por Don Carlos con el grado de teniente general y el título de conde de Somorrostro, se hallaba Ollo con un grupo de generales en San Fuentes observando los movimientos del enemigo, cuando reventó una granada en medio de ellos, dejando heridos de gravedad al brigadier Rada ("Radica"), al auditor Escudero, al coronel Torrecilla y a Ollo. Trasladado a San Salvador del Valle, allí acudió Don Carlos; el general aun pudo conocerle y darle gracias por su visita. Falleció aquella misma noche (29 de marzo de 1874). La muerte de este general, cuando los carlistas estaban en el apogeo, influyó en el desenlace que tuvo la guerra. Román Oyarzun comentó al respecto: 

Aquella granada salvó a Bilbao, pues la muerte de Ollo y Radica no sólo sembró la consternación y el desaliento entre sus queridos navarros, sino que privó al Ejército carlista que sitiaba Bilbao del mejor jefe.

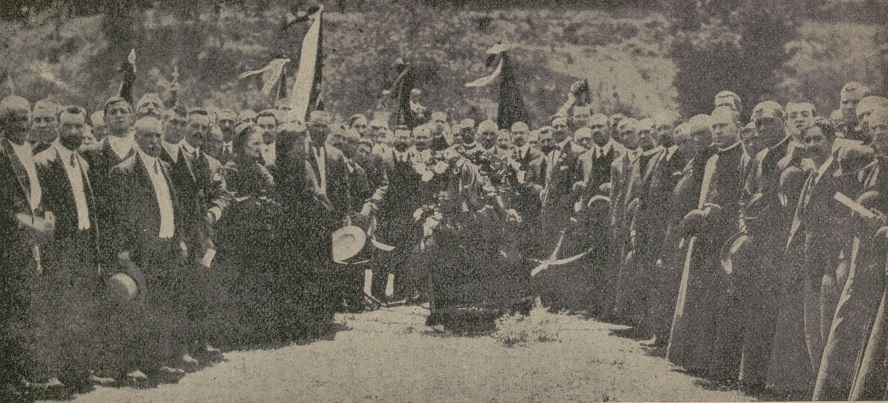
Traslado de los restos mortales en Estella, 1912

El barón de Artagan equiparó su figura militar a la de Zumalacárregui y afirmó que ambos habían muerto sitiando Bilbao, sitio del que ninguno de ellos había sido partidario.
Don Carlos tendría un recuerdo especial hacia él al instituir en 1895 la fiesta de los Mártires de la Tradición. En 1912 sus restos mortales serían trasladados al panteón de generales carlistas de Estella ante la asistencia de 20 000 carlistas.